# Liste der Kulturdenkmäler in Wölfersheim
Die folgende Liste enthält die in der Denkmaltopographie ausgewiesenen Kulturdenkmäler auf dem Gebiet  der Gemeinde Wölfersheim, Wetteraukreis, Hessen.
Hinweis: Die Reihenfolge der Denkmäler in dieser Liste orientiert sich zunächst an Ortsteilen und anschließend der Anschrift, alternativ ist sie auch nach der Bezeichnung, der vom Landesamt für Denkmalpflege vergebenen Nummer oder der Bauzeit sortierbar.
Kulturdenkmäler werden fortlaufend im Denkmalverzeichnis des Landes Hessen durch das Landesamt für Denkmalpflege Hessen auf Basis des Hessischen Denkmalschutzgesetzes (HDSchG) geführt. Die Schutzwürdigkeit eines Kulturdenkmals hängt nicht von der Eintragung in das Denkmalverzeichnis des Landes Hessen oder der Veröffentlichung in der Denkmaltopographie ab.

## Berstadt
| Bild                                                         | Bezeichnung                                                  | Lage                                                                    | Beschreibung | Bauzeit | Objekt-Nr. |
| ------------------------------------------------------------ | ------------------------------------------------------------ | ----------------------------------------------------------------------- | ------------ | ------- | ---------- |
| Bahnhof Berstadt-Wohnbach                                    | Bahnhof Berstadt-Wohnbach                                    | Butzbacher Straße 54 LageFlur: 6, Flurstück: 157/1                      |              |         | 7231 DDB   |
| Bild gesucht BW                                              |                                                              | Bäckergasse 7 LageFlur: 1, Flurstück: 173                               |              |         | 7065 DDB   |
|                                                              |                                                              | Brückenstraße 2 LageFlur: 1, Flurstück: 302                             |              |         | 7067 DDB   |
| Bild gesucht BW                                              |                                                              | Brückenstraße 9 LageFlur: 1, Flurstück: 144/3                           |              |         | 7069 DDB   |
|                                                              |                                                              | Brückenstraße 12 LageFlur: 1, Flurstück: 312                            |              |         | 7071 DDB   |
|                                                              |                                                              | Brückenstraße 16 LageFlur: 1, Flurstück: 316                            |              |         | 7073 DDB   |
| Erdkeller                                                    | Erdkeller                                                    | Brückenstraße o. Nr. LageFlur: 6, Flurstück: 67, 68, 69, 70, 73, 74, 75 |              |         | 7075 DDB   |
| Bild gesucht BW                                              | Friedhof                                                     | Friedhofsweg o. Nr. LageFlur: 1, Flurstück: 758/3                       |              |         | 7077 DDB   |
| Bild gesucht BW                                              | Gesamtanlage Berstadt                                        | Lage                                                                    |              |         | 7063 DDB   |
| Ehem. Zehntscheune, später Faselstall                        | Ehem. Zehntscheune, später Faselstall                        | Herrngasse 1 LageFlur: 1, Flurstück: 188                                |              |         | 7079 DDB   |
| Erdkeller                                                    | Erdkeller                                                    | Kellergasse o. Nr. LageFlur: 1, Flurstück: 871/1                        |              |         | 7081 DDB   |
|                                                              |                                                              | Licher Straße 5 LageFlur: 1, Flurstück: 160                             |              |         | 7085 DDB   |
| Schule                                                       | Schule                                                       | Licher Straße 10 LageFlur: 1, Flurstück: 149                            |              |         | 7087 DDB   |
|                                                              |                                                              | Licher Straße 13 LageFlur: 1, Flurstück: 183                            |              |         | 7089 DDB   |
| Wasserturm                                                   | Wasserturm                                                   | Licher Straße 14 LageFlur: 1, Flurstück: 71                             |              |         | 7091 DDB   |
|                                                              |                                                              | Licher Straße 17 LageFlur: 1, Flurstück: 186                            |              |         | 7093 DDB   |
| Ev. Kirche und Kirchhof                                      | Ev. Kirche und Kirchhof                                      | Licher Straße 20 LageFlur: 1, Flurstück: 148                            |              |         | 7095 DDB   |
| Gasthaus 'Zum Löwen'                                         | Gasthaus 'Zum Löwen'                                         | Licher Straße 44 LageFlur: 1, Flurstück: 42                             |              |         | 7097 DDB   |
| Gedenkstätte für die Berstädter Opfer des Ersten Weltkrieges | Gedenkstätte für die Berstädter Opfer des Ersten Weltkrieges | Licher Straße o. Nr. LageFlur: 1, Flurstück: 758/3                      |              |         | 7083 DDB   |
| Pfarrhaus                                                    | Pfarrhaus                                                    | Oberpforte 3 LageFlur: 1, Flurstück: 79 und 80                          |              |         | 7099 DDB   |
|                                                              |                                                              | Oberpforte 5 LageFlur: 1, Flurstück: 78                                 |              |         | 7101 DDB   |
| Bild gesucht BW                                              | Gewölbekeller von vor 1464 (unter Neubau)                    | Oberpforte 15 LageFlur: 1, Flurstück: 90/2                              |              |         | 617852 DDB |
|                                                              |                                                              | Untergasse 7 LageFlur: 1, Flurstück: 286                                |              |         | 7103 DDB   |
|                                                              |                                                              | Untergasse 17 LageFlur: 1, Flurstück: 257                               |              |         | 7105 DDB   |
|                                                              |                                                              | Untergasse 26 LageFlur: 1, Flurstück: 10                                |              |         | 7107 DDB   |

## Melbach
| Bild                                        | Bezeichnung                                 | Lage                                              | Beschreibung | Bauzeit | Objekt-Nr. |
| ------------------------------------------- | ------------------------------------------- | ------------------------------------------------- | ------------ | ------- | ---------- |
| 'Melbacher Haag'                            | 'Melbacher Haag'                            | Am Haag o. Nr. LageFlur: 9, Flurstück: 199        |              |         | 7114 DDB   |
| Wasserwerk Melbach                          | Wasserwerk Melbach                          | Außenliegend LageFlur: 1, Flurstück: 805/1        |              |         | 7158 DDB   |
| weitere Bilder                              | Pfarrhaus                                   | Erbsengasse 4 LageFlur: 1, Flurstück: 177/3       |              |         | 7116 DDB   |
| weitere Bilder                              |                                             | Erbsengasse 9 LageFlur: 1, Flurstück: 190/1       |              |         | 7118 DDB   |
| weitere Bilder                              |                                             | Erbsengasse 11 LageFlur: 1, Flurstück: 189        |              |         | 7120 DDB   |
| weitere Bilder                              | Bahnhof Melbach                             | Erbsengasse 18 LageFlur: 1, Flurstück: 815/2      |              |         | 7122 DDB   |
| weitere Bilder                              |                                             | Friedberger Straße 6 LageFlur: 1, Flurstück: 168  |              |         | 7124 DDB   |
| weitere Bilder                              |                                             | Friedberger Straße 9 LageFlur: 1, Flurstück: 144  |              |         | 7126 DDB   |
| weitere Bilder                              |                                             | Friedberger Straße 19 LageFlur: 1, Flurstück: 153 |              |         | 7128 DDB   |
| weitere Bilder                              |                                             | Friedberger Straße 21 LageFlur: 1, Flurstück: 154 |              |         | 7130 DDB   |
| weitere Bilder                              |                                             | Friedberger Straße 27 LageFlur: 1, Flurstück: 4/1 |              |         | 7132 DDB   |
| weitere Bilder                              |                                             | Friedberger Straße 29 LageFlur: 1, Flurstück: 1/1 |              |         | 7134 DDB   |
|                                             |                                             | Friedberger Straße 30 LageFlur: 1, Flurstück: 237 |              |         | 7136 DDB   |
|                                             |                                             | Friedberger Straße 32 LageFlur: 1, Flurstück: 234 |              |         | 7138 DDB   |
| Gesamtanlage Melbach                        | Gesamtanlage Melbach                        | Lage                                              |              |         | 7112 DDB   |
| weitere Bilder                              |                                             | Große Gasse 1 LageFlur: 1, Flurstück: 222         |              |         | 7140 DDB   |
| weitere Bilder                              |                                             | Große Gasse 14 LageFlur: 1, Flurstück: 167        |              |         | 7144 DDB   |
| weitere Bilder                              |                                             | Große Gasse 29 LageFlur: 1, Flurstück: 195/3      |              |         | 7146 DDB   |
| Evangelische Kirche mit Kirchhofsummauerung | Evangelische Kirche mit Kirchhofsummauerung | Große Gasse 31 LageFlur: 1, Flurstück: 175/1      |              |         | 7148 DDB   |
| Brunnentrog                                 | Brunnentrog                                 | Große Gasse o. Nr. LageFlur: 1, Flurstück: 654/3  |              |         | 7150 DDB   |
| weitere Bilder                              |                                             | Hungener Straße 2 LageFlur: 1, Flurstück: 139     |              |         | 7152 DDB   |
| weitere Bilder                              |                                             | Hungener Straße 10 LageFlur: 1, Flurstück: 134    |              |         | 7154 DDB   |
|                                             |                                             | Schnurgasse 4 LageFlur: 1, Flurstück: 213/2       |              |         | 7156 DDB   |

## Södel
| Bild                               | Bezeichnung        | Lage                                                         | Beschreibung | Bauzeit                                                             | Objekt-Nr. |
| ---------------------------------- | ------------------ | ------------------------------------------------------------ | ------------ | ------------------------------------------------------------------- | ---------- |
| Burg Södel, Ansicht von Osten 2014 | Schloss Södel      | Burgstraße 5 LageFlur: 1, Flurstück: 387/3                   |              | Vermutlich 2. Hälfte 16. Jahrhundert, 1607–11 vergrößert            | 7164 DDB   |
| Gesamtanlage Södel                 | Gesamtanlage Södel | Lage                                                         |              |                                                                     | 7162 DDB   |
| weitere Bilder                     | Ehem. Rathaus      | Kirchplatz 3 LageFlur: 1, Flurstück: 348                     |              | Im Kern vermutl. 18. Jahrhundert                                    | 7166 DDB   |
| weitere Bilder                     |                    | Kirchplatz 4 LageFlur: 17, Flurstück: 44/2                   |              | Im Kern 18. Jahrhundert                                             | 0587       |
| Pfarrhaus                          | Pfarrhaus          | Kirchplatz 5 LageFlur: 1, Flurstück: 352/1                   |              | Vermutlich 3. Viertel 19. Jahrhundert, Nebengebäude 18. Jahrhundert | 7169 DDB   |
| weitere Bilder                     | Brunnen            | Kirchplatz o. Nr. LageFlur: 1, Flurstück: 647/1              |              | Vermutlich 2. Hälfte des 19. Jahrhunderts                           | 7171 DDB   |
| Ehem. Schule                       | Ehem. Schule       | Melbacher Straße 10 LageFlur: 1, Flurstück: 484              |              |                                                                     | 7173 DDB   |
| weitere Bilder                     |                    | Melbacher Straße 12 LageFlur: 1, Flurstück: 483              |              |                                                                     | 7177 DDB   |
| weitere Bilder                     |                    | Oppershofener Straße 5/7 LageFlur: 1, Flurstück: 394 und 395 |              |                                                                     | 7181 DDB   |
|                                    |                    | Oppershofener Straße 8 LageFlur: 1, Flurstück: 436           |              |                                                                     | 7183 DDB   |
|                                    |                    | Oppershofener Straße 10 LageFlur: 1, Flurstück: 435          |              |                                                                     | 7185 DDB   |
| Ev. Pfarrkirche                    | Ev. Pfarrkirche    | Södeler Straße 12 LageFlur: 1, Flurstück: 346/1              |              |                                                                     | 7187 DDB   |

### Ehemalige Kulturdenkmäler
| Bild            | Bezeichnung | Lage                                              | Beschreibung       | Bauzeit | Objekt-Nr. |
| --------------- | ----------- | ------------------------------------------------- | ------------------ | ------- | ---------- |
| Bild gesucht BW |             | Melbacher Straße 11 LageFlur: 1, Flurstück: 465/1 | Kein Einzeldenkmal |         | 945406     |
| Bild gesucht BW |             | Melbacher Straße 13 LageFlur: 1, Flurstück: 469/2 |                    |         | 7179 DDB   |

## Wohnbach
| Bild                      | Bezeichnung                        | Lage                                                                    | Beschreibung | Bauzeit | Objekt-Nr. |
| ------------------------- | ---------------------------------- | ----------------------------------------------------------------------- | ------------ | ------- | ---------- |
| Bild gesucht BW           | Römischer Straßenturm              | Außenliegend Lage                                                       |              |         | 7227 DDB   |
|                           |                                    | Berstädter Straße 5 LageFlur: 1, Flurstück: 50                          |              |         | 7195 DDB   |
|                           |                                    | Berstädter Straße 16/18 LageFlur: 1, Flurstück: 228/1                   |              |         | 7197 DDB   |
| Erdkeller                 | Erdkeller                          | Berstädter Straße o. Nr. LageFlur: 1, Flurstück: 1,2,4/1,5,6,7,8,9, 10  |              |         | 7199 DDB   |
| Straße o. Nr. Erdkeller   | Straße o. Nr. Erdkeller            | Birkenstraße/Ecke Berstädter LageFlur: 5, Flurstück: 23,24,25,26,27, 28 |              |         | 7201 DDB   |
| Bild gesucht BW           | Gesamtanlage Wohnbach              | Lage                                                                    |              |         | 7191 DDB   |
| Bild gesucht BW           |                                    | Münzenberger Straße 1 LageFlur: 1, Flurstück: 140/1, 140/2              |              |         | 7203 DDB   |
|                           |                                    | Münzenberger Straße 16 LageFlur: 16, Flurstück: 65                      |              |         | 7205 DDB   |
| Bild gesucht BW           |                                    | Münzenberger Straße 18 LageFlur: 1, Flurstück: 66                       |              |         | 7207 DDB   |
|                           |                                    | Münzenberger Straße 24 LageFlur: 1, Flurstück: 79                       |              |         | 7209 DDB   |
| Pfarrhaus                 | Pfarrhaus                          | Münzenberger Straße 26 LageFlur: 1, Flurstück: 80/1                     |              |         | 7211 DDB   |
| Altes Rathaus und Brunnen | Altes Rathaus und Brunnen          | Obbornhofener Straße 2 LageFlur: 1, Flurstück: 141 und 741              |              |         | 7213 DDB   |
|                           |                                    | Obbornhofener Straße 3 LageFlur: 1, Flurstück: 218                      |              |         | 7215 DDB   |
|                           |                                    | Obbornhofener Straße 8 LageFlur: 1, Flurstück: 144                      |              |         | 7217 DDB   |
|                           |                                    | Obergasse 2 LageFlur: 1, Flurstück: 138                                 |              |         | 7219 DDB   |
| Bild gesucht BW           | Stützmauer zur Münzenberger Straße | Obergasse 16-20 LageFlur: 1, Flurstück: 117/1, 114/1, 113/1             |              |         | 7221 DDB   |
| Evangelische Kirche       | Evangelische Kirche                | Obergasse 35 LageFlur: 1, Flurstück: 112/2                              |              |         | 7223 DDB   |
| Schule                    | Schule                             | Obergasse 37 LageFlur: 1, Flurstück: 110/1                              |              |         | 7225 DDB   |

## Wölfersheim
| Bild                                                    | Bezeichnung                                             | Lage                                                            | Beschreibung       | Bauzeit | Objekt-Nr. |
| ------------------------------------------------------- | ------------------------------------------------------- | --------------------------------------------------------------- | ------------------ | ------- | ---------- |
| Erdkeller                                               | Erdkeller                                               | Am Bornberg 4 LageFlur: 1, Flurstück: 270/2                     |                    |         | 7011 DDB   |
|                                                         |                                                         | Brauhofgasse 3/5 LageFlur: 1, Flurstück: 193 und 194            |                    |         | 7015 DDB   |
| Schwarzer Turm                                          | Schwarzer Turm                                          | Brauhofgasse 16 LageFlur: 1, Flurstück: 184/1 und 185           |                    |         | 7017 DDB   |
| Bild gesucht BW                                         | Gesamtanlage Wölfersheim                                | Lage                                                            |                    |         | 7007 DDB   |
|                                                         |                                                         | Hauptstraße 31 LageFlur: 1, Flurstück: 653                      |                    |         | 7021 DDB   |
|                                                         |                                                         | Hauptstraße 34 LageFlur: 1, Flurstück: 714/3                    |                    |         | 7023 DDB   |
|                                                         |                                                         | Hauptstraße 38 LageFlur: 1, Flurstück: 712                      |                    |         | 7025 DDB   |
|                                                         |                                                         | Hauptstraße 45/Brauhofgasse 1 LageFlur: 1, Flurstück: 662, 192  |                    |         | 7027 DDB   |
|                                                         |                                                         | Hauptstraße 49 LageFlur: 1, Flurstück: 664/1                    |                    |         | 7031 DDB   |
| Weißer Turm                                             | Weißer Turm                                             | Hauptstraße 51 LageFlur: 1, Flurstück: 665                      |                    |         | 7032 DDB   |
| Rathaus und Kino                                        | Rathaus und Kino                                        | Hauptstraße 60 LageFlur: 1, Flurstück: 701/6                    |                    |         | 7036 DDB   |
| Röhrbrunnen und Viehtränke                              | Röhrbrunnen und Viehtränke                              | Hauptstraße o. Nr. LageFlur: 1, Flurstück: 1037                 |                    |         | 7029 DDB   |
| 'Denkmalplatz'                                          | 'Denkmalplatz'                                          | Hauptstraße o. Nr. LageFlur: 1, Flurstück: 703/1                |                    |         | 7034 DDB   |
| Jüdischer Friedhof                                      | Jüdischer Friedhof                                      | Hauptstraße o. Nr. LageFlur: 1, Flurstück: 743/1, 748, 749, 750 |                    |         | 7019 DDB   |
| Umspannwerk des ehem. Braunkohlekraftwerkes Wölfersheim | Umspannwerk des ehem. Braunkohlekraftwerkes Wölfersheim | Heyenheimer Weg 5 LageFlur: 2, Flurstück: 383, 384              |                    |         | 7038 DDB   |
| Bild gesucht BW                                         |                                                         | Hollergasse 1 LageFlur: 1, Flurstück: 849/2                     | Kein Einzeldenkmal |         | 945405     |
|                                                         |                                                         | Hollergasse 4 LageFlur: 1, Flurstück: 848                       |                    |         | 7042 DDB   |
|                                                         |                                                         | Kirchgasse 3 LageFlur: 1, Flurstück: 231                        |                    |         | 7044 DDB   |
|                                                         |                                                         | Kirchgasse 6 LageFlur: 1, Flurstück: 215/1                      |                    |         | 7046 DDB   |
|                                                         |                                                         | Kirchgasse 10 LageFlur: 1, Flurstück: 217                       |                    |         | 7048 DDB   |
|                                                         |                                                         | Kirchgasse 12 LageFlur: 1, Flurstück: 218/1                     |                    |         | 7050 DDB   |
| Evangelisch-reformierte Kirche                          | Evangelisch-reformierte Kirche                          | Kirchgasse 15 LageFlur: 1, Flurstück: 245/1                     |                    |         | 7052 DDB   |
| „Narrenturm“; Turmstumpf der Stadtbefestigung           | „Narrenturm“; Turmstumpf der Stadtbefestigung           | Neuer Platz 7 LageFlur: 1, Flurstück: 864/3                     |                    |         | 7053 DDB   |
|                                                         |                                                         | Neuer Platz 9 LageFlur: 1, Flurstück: 711/3                     |                    |         | 7055 DDB   |
|                                                         |                                                         | Poststraße 2 LageFlur: 1, Flurstück: 203                        |                    |         | 7057 DDB   |
|                                                         |                                                         | Poststraße 4 LageFlur: 1, Flurstück: 205                        |                    |         | 7059 DDB   |
| Bahnhof Wölfersheim-Södel                               | Bahnhof Wölfersheim-Södel                               | Seestraße 7 LageFlur: 1, Flurstück: 956/4                       |                    |         | 7013 DDB   |
| Bild gesucht BW                                         | Stadtbefestigung                                        | Stadtbefestigung Lage                                           |                    |         | 7009 DDB   |